# Cadbury plc
Cadbury plc (ehemals Cadbury Schweppes) ist eine Tochtergesellschaft von Mondelēz International (bis 2012 als Kraft Foods bekannt) mit britischen Wurzeln. Der Europasitz liegt in der Schweiz (Glattpark). Das Unternehmen produziert Süßwaren, wie zum Beispiel die Cadbury-Schokolade. Dazu gehören auch die Schokoladenriegel Wunderbar und Caramello sowie die Kaubonbons Carambar und die Kaugummis Stride.

## Geschichte

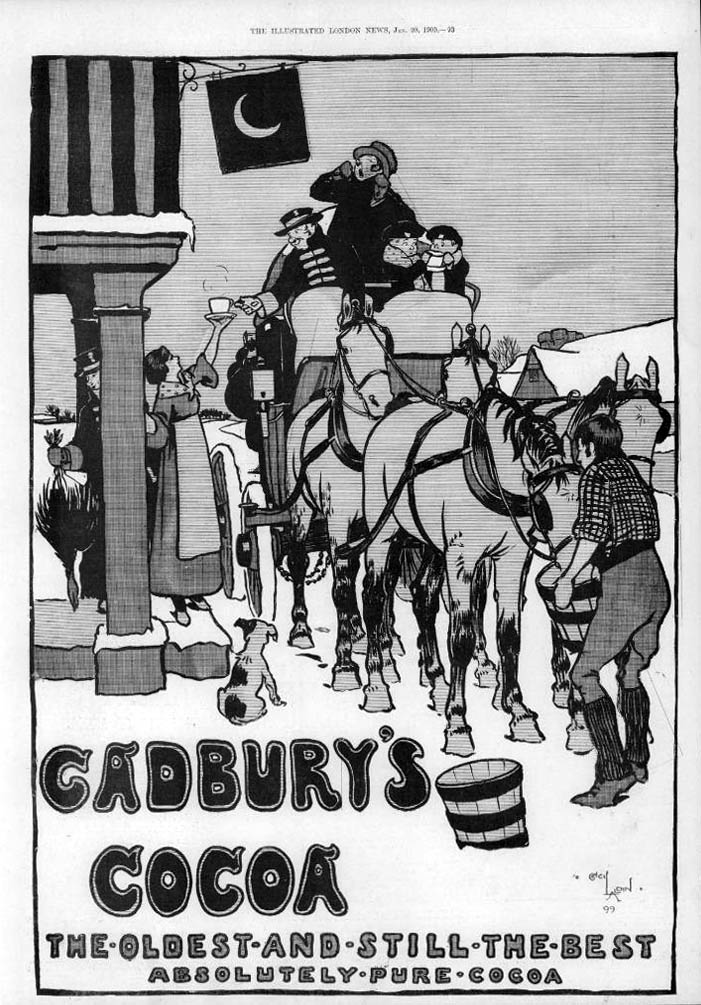
Werbung für Cadbury in der London Illustrated News 1900

Am 4. März 1824 eröffnete John Cadbury in Birmingham ein Lebensmittelgeschäft. Zuerst verkaufte er in seinem Geschäft in der Bull Street Trinkschokolade, Tee und Kaffee. 1831 kaufte er eine Mälzerei, um Kakao und Schokolade in Eigenproduktion zu produzieren. In 1854 erhielt Cadbury zudem den Titel „Manufacturers of cocoa and chocolate to Queen Victoria“.
Im Jahr 1861 übernahmen die Söhne George und Richard das Unternehmen, nachdem ihr Vater sich nicht mehr vom Tod seiner Frau erholte. Einen entscheidenden Fortschritt konnte das Unternehmen erzielen, nachdem es die innovativen Methoden zur Prozessierung von Kakao und Kakaobutter des niederländischen Apothekers und Chemikers Coenraad J. van Houten übernommen hatte. Fortan entfielen viele bislang verwendeten Zusatz- und Hilfsstoffe und der Geschmack des Produktes verbesserte sich.
Auf einem Feld südlich von Birmingham erbaute George Cadbury ab 1878 eine Fabrik sowie 24 Wohnhäuser und gründete damit das Dorf Bournville. Gegen 1900 wuchs das Areal auf 300 Wohnhäuser mit rund 2600 Angestellten. George Cadbury zeigte sich als ein sozial fortschrittlich denkender Unternehmer und investierte erhebliche Summen aus dem Unternehmenserlös für soziale Zwecke für seine Arbeiter. Da die Cadbury-Familie zu den Quäkern, einer religiösen Gemeinschaft gehörte, war in dem Dorf Alkohol verboten. Dieses Verbot hielt 120 Jahre bis 2015, als ein Zeitungshändler eine Lizenz zum Alkoholverkauf erhielt. Cadbury patentierte 1891 als erstes Unternehmen einen mit Schokolade überzogenen Biskuit. Die erste Milchschokolade produzierte Cadbury 1897, 1905 erschien die Cadbury Dairy Milk. 1919 übernahm das Unternehmen die Firma Fry & Sons.
Cadbury Schweppes entstand 1969 aus dem Zusammenschluss der Konzerne von Jacob Schweppe (Schweppes) und John Cadbury.
1996 übernahm das Unternehmen eine Fabrik in Toronto, welche 1906 von William Neilson gegründet wurde.
2002 kaufte Cadbury Schweppes das dänische Unternehmen Stimorol auf. Am 2. Februar 2006 schloss das Unternehmen den Verkauf seiner europäischen Getränkeaktivitäten an die Blackstone Group und die Lion Capital Group ab. Zum 1. Juli 2006 übernahm die Krombacher Brauerei die Vertriebsrechte an den Marken Schweppes und Orangina für Deutschland und Österreich.
2005 ging das Unternehmen ein Sponsoring mit der American Diabetes Association für $1,5 Millionen ein.
2006 hat das Unternehmen eine steuerrechtlich sehr bedeutsame Entscheidung des Europäischen Gerichtshofes herbeigeführt, die als Cadbury-Schweppes-Entscheidung Bekanntheit erlangt hat und hohe Erwartungen bezüglich einer Änderung im deutschen Außensteuergesetz im Jahressteuergesetz 2008 nach sich zog.
Am 7. Mai 2008 gab die Cadbury Schweppes plc den Abschluss der Ausgliederung des nordamerikanischen Getränkegeschäfts an die Dr Pepper Snapple Group, Inc. (DPSG) bekannt, die bis 2018 als eigenständiges Unternehmen agierte. Die verbliebene Cadbury plc vereinigt nur noch die Süßwarenmarken unter sich, während bei der DPSG die Getränkemarken zu finden waren.
Am 7. September 2009 gab Kraft Foods bekannt, Cadbury plc für 10,2 Milliarden Pfund übernehmen zu wollen. Nach harten Verhandlungen einigten sich beide Unternehmen am 19. Januar 2010 schließlich auf eine Übernahme Cadburys für 11,9 Mrd. Pfund Sterling (13,9 Mrd. Euro). Mit diesem Angebot wurde das Unternehmen mit 8,40 GBP je Aktie bewertet. Schon Anfang Januar 2010 hatte die Europäische Kommission nach einer Wettbewerbsprüfung den geplanten Einstieg von Kraft Foods unter Auflagen gebilligt. Cadbury musste dafür seine polnische und rumänische Schokoladensparte aufgeben. Mit dieser Übernahme erreichte der fusionierte Lebensmittelkonzern einen Umsatz von rund 50 Mrd. Euro und schloss zum Weltmarktführer Nestlé auf.
Seit 2020 ist Cadbury als offizieller Snacking-Partner Sponsor des Arsenal London. Auch im Rugby ist das Unternehmen seit 2021 als Trikotsponsor des Australischen Nationalteams, sowie seit 2023 als offizieller Süßwaren-Lieferant des Südafrikanischen Nationalteams, aktiv. In Verbindung mit dem Unternehmen steht der 1994 gegründete Cadbury Athletic F.C. welcher in der Midland Football League antritt und seine Heimspiele im Cadbury Recreation Ground austrägt.
Ende Dezember 2024 wurde bekannt, dass Cadbury nach 170 Jahren erstmals das Privileg verloren hatte, sich als königlicher Hoflieferant zu bezeichnen und damit auch nicht mehr das königliche Siegel auf seinen Produktverpackungen oder in seiner Werbung verwenden darf. Der Lobbyistenverband B4Ukraine hatte zuvor König Charles III. aufgefordert, Unternehmen, die trotz des anhaltenden Krieges zwischen Russland und der Ukraine weiterhin Geschäfte in Russland machten, das königliche Privileg zu entziehen. Unternehmenssprecher bedauerten die Entscheidung.

## Trivia
Nachdem die bis dahin „Easter Egg Hunt“ genannte jährliche Ostereiersuche 2017 in „Cadbury Egg Hunt“ umbenannt wurde, gab es Kritik von unter anderem der damaligen Premierministerin Theresa May sowie dem Erzbischof von York. So habe Cadbury nicht nur Ostern aus dem Namen entfernt, sondern auch aus allen Mitteilungen, die das Event betrafen, und damit „den Glauben aus Ostern wegretuschiert“.
Bei der Tasmanischen Landtagswahl 2024 versprach der Minister Jeremy Rockcliff, bei einer Wiederwahl seiner Partei 12 Millionen US-Dollar für eine „chocolate experience“ direkt an der Cadbury-Fabrik in Claremont bereitzustellen. Die Fabrik bot etwa 50 Jahre lang Touren an, welche jedoch 2008 aufgrund von Sicherheitsmaßnahmen gestoppt werden mussten.

## Produkte
- Milk Tray, Pralinenschachtel, 1915 von Cadbury UK eingeführt

## Galerie

Dairy Milk, hier zu sehen als Milchschokoladen- und Karamellriegel, ist eine der bekanntesten Marken von Cadbury.
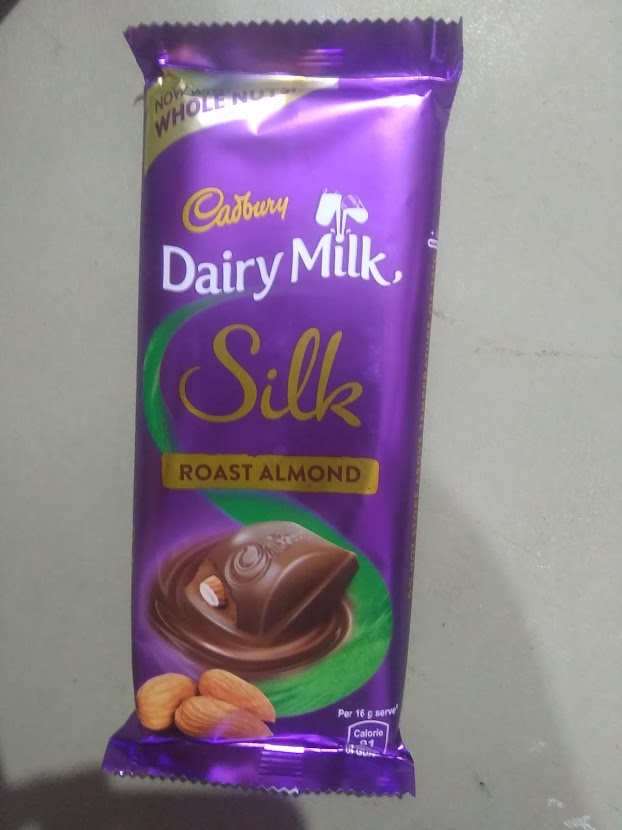
Cadbury-Schokoladentafel